# Pixie Davies
Pixie Love Davies (Londres, Inglaterra, 9 de diciembre de 2006) es una actriz británica. Comenzó su carrera en 2012, protagonizando la serie de la BBC The Secret of Crickley Hall. Después de hacer su debut cinematográfico en Nativity 2: Danger in the Manger (2012), apareció en varias otras películas, incluidas Out of the Dark (2014) y Miss Peregrine's Home for Peculiar Children (2016). En 2018, tuvo su papel destacado como Annabel Banks en El regreso de Mary Poppins de Disney. Davies también prestó su voz a Adel en La elefanta del mago de Netflix.

## Biografía y carrera
Pixie Love Davies nació y creció en Inglaterra. Davies interpretó su primer papel en 2012 como Cally Caleigh, la hija menor, en el drama televisivo de la BBC The Secret of Crickley Hall. Su actuación fue bien recibida por la crítica; GamesRadar+ la calificó de genial y afirmó favorablemente que, si bien tenía humor, "nunca pareció precoz". Ese mismo año, Davies hizo su debut cinematográfico en la película de comedia Nativity 2: Danger in the Manger. Luego actuó como invitada antes de interpretar a Hannah Harriman en Out of the Dark a los siete años. Si bien la película fue recibida en general negativamente, la actuación de Davies obtuvo elogios. RogerEbert.com dijo: "Davies es bastante linda, es comprensible que no tenga mucho más que hacer pucheros y sonreír".
En 2016, interpretó el papel de Bronwyn Bruntley, una niña que posee una fuerza sobrehumana, en la adaptación cinematográfica de Tim Burton de El hogar de Miss Peregrine para niños peculiares. La película se estrenó el 30 de septiembre de 2016 y recibió críticas generalmente favorables. En su reseña para Common Sense Media, S. Jhoanna Robledo calificó al elenco de "bastante fuerte". En 2018, Davies desempeñó su papel destacado como Annabel Banks en la secuela de Mary Poppins, El regreso de Mary Poppins. La película fue elogiada por la crítica. Las actuaciones infantiles obtuvieron elogios de la crítica. Rachit Gupta de The Times of India los llamó "perfectamente lindos" y David Rooney de The Hollywood Reporter escribió que eran ejemplares. Por su trabajo, ella y el elenco de Mary Poppins Returns recibieron un Premio al Reparto en el Festival Internacional de Cine de Palm Springs de 2019. En 2020, se anunció que Davies se había unido al elenco de la película animada de Netflix La elefanta del mago. Ella le da voz a Adel, la hermana perdida del protagonista Peter.

## Filmografía
| Año           | Título                                      | Papel                        | Notas                         |
| ------------- | ------------------------------------------- | ---------------------------- | ----------------------------- |
| 2012          | The Secret of Crickley Hall                 | Cally Caleigh                | Miniserie de televisión       |
| 2012          | Nativity 2: Danger in the Manger            | Pixie                        | [ 2 ]                         |
| 2013          | The White Queen                             | Princesa Elizabeth           | Miniserie de televisión       |
| 2014          | Utopia                                      | Amanda                       | Episodio: 2.2                 |
| 2014          | Out of the Dark                             | Hannah Harriman              | [ 16 ] [ 19 ]                 |
| 2014          | Nativity 3: Dude, Where's My Donkey?        | Pixie                        | [ 20 ]                        |
| 2015          | Roald Dahl's Esio Trot                      | Roberta                      | Película de televisión        |
| 2015–2018     | Humans                                      | Sophie Hawkins               | Serie de televisión, 3 series |
| 2016          | Miss Peregrine's Home for Peculiar Children | Bronwyn Bruntley             | [ 21 ] [ 16 ] [ 23 ]          |
| 2018          | Mary Poppins Returns                        | Annabel Banks                | [ 21 ] [ 17 ] [ 24 ]          |
| 2019–2020     | Calle Dálmatas 101                          | Big Fee, Razzi la Rata (voz) | Recurrente                    |
| 2023          | La elefanta del mago                        | Adel (voz)                   | [ 15 ]                        |
| 2023–presente | Castlevania: Nocturne                       | Maria Renard (voz)           | [ 26 ]                        |